# Porcataraneus
Porcataraneus Mi & Peng, 2011 è un genere di ragni appartenente alla famiglia Araneidae.

## Distribuzione
Le tre specie oggi note di questo genere sono state rinvenute in Cina e India.

## Tassonomia
Gli studi per la determinazione delle caratteristiche della specie tipo sono stati effettuati sugli esemplari denominati Porcataraneus cruciatus Mi & Peng, 2011.
Dal 2012 non sono stati esaminati esemplari di questo genere.
A maggio 2014, si compone di tre specie:
- Porcataraneus bengalensis (Tikader, 1975) — India, Cina
- Porcataraneus cruciatus Mi & Peng, 2011[2] — Cina
- Porcataraneus nanshenensis (Yin et al., 1990) — Cina